# Comuna de Skrwilno
Skrwilno (polaco: Gmina Skrwilno) é uma gminy (comuna) na Polónia, na voivodia de Cujávia-Pomerânia e no condado de Rypiński. A sede do condado é a cidade de Skrwilno.
De acordo com os censos de 2004, a comuna tem 6126 habitantes, com uma densidade 49,3 hab/km².

## Área
Estende-se por uma área de 124,35 km², incluindo:
- área agricola: 66%
- área florestal: 25%

## Demografia
Dados de 30 de Junho 2004:
|                      | Total   | Total | Mulheres | Mulheres | Homens  | Homens |
| -------------------- | ------- | ----- | -------- | -------- | ------- | ------ |
|                      | pessoas | %     | pessoas  | %        | pessoas | %      |
| População            | 6126    | 100   | 3078     | 50,2     | 3048    | 49,8   |
| Densidade (pop./km²) | 49,3    | 100   | 24,8     | 24,8     | 24,5    | 24,5   |

De acordo com dados de 2002, o rendimento médio per capita ascendia a 1390,64 zł.

## Subdivisões
- Budziska, Czarnia Duża, Czarnia Mała, Kotowy, Mościska, Okalewo, Otocznia, Przywitowo, Rak, Ruda, Skrwilno, Skudzawy, Szczawno, Szucie, Szustek, Urszulewo, Wólka, Zambrzyca, Zofiewo.

## Comunas vizinhas
- Lubowidz, Lutocin, Rogowo, Rościszewo, Rypin, Szczutowo, Świedziebnia